# Puccinia praegracilis
Puccinia praegracilis ist eine Ständerpilzart aus der Ordnung der Rostpilze (Pucciniales). Der Pilz ist ein Endoparasit von Orchideen sowie des Süßgrases Agrostis thurberiana. Symptome des Befalls durch die Art sind Rostflecken und Pusteln auf den Blattoberflächen der Wirtspflanzen. Sie kommt in Nordamerika vor.

## Merkmale

### Makroskopische Merkmale
Puccinia praegracilis ist mit bloßem Auge nur anhand der auf der Oberfläche des Wirtes hervortretenden Sporenlager zu erkennen. Sie wachsen in Nestern, die als gelbliche bis braune Flecken und Pusteln auf den Blattoberflächen erscheinen.

### Mikroskopische Merkmale
Das Myzel von Puccinia praegracilis wächst wie bei allen Puccinia-Arten interzellulär und bildet Saugfäden, die in das Speichergewebe des Wirtes wachsen. Die becherförmigen Aecien der Art besitzen 16–21 × 15–18 µm große, kugelige bis breitellipsoide und farblose Aeciosporen mit runzliger Oberfläche. Die gelben Uredien der Art wachsen oberseitig auf den Blättern der Wirtspflanze. Ihre hell gelblichen bis farblosen Uredosporen sind breit eiförmig bis breitellipsoid, 19–22 × 16–19 µm groß und fein stachelwarzig. Die auf beiden oder den unteren Blattseiten wachsenden Telien der Art sind bräunlich und lange bedeckt. Die gold- bis hell haselnussbraunen Teliosporen des Pilzes sind zweizellig, in der Regel zylindrisch bis lang eiförmig und 35–48 × 13–17 µm groß. Ihre Stiele sind bis zu 15 µm lang.

## Verbreitung
Das bekannte Verbreitungsgebiet von Puccinia praegracilis umfasst die USA und Kanada.

## Ökologie
Die Wirtspflanzen von Puccinia praegracilis sind für den Haplonten Orchis- und Habenaria-Arten sowie Festuca-Arten für den Dikaryonten. Der Pilz ernährt sich von den im Speichergewebe der Pflanzen vorhandenen Nährstoffen, seine Sporenlager brechen später durch die Blattoberfläche und setzen Sporen frei. Die Art verfügt über einen Entwicklungszyklus mit Telien, Uredien, Spermogonien und Aecien und macht einen Wirtswechsel durch.